# Sieurac de Perigòrd
Sieurac de Perigòrd (en francès Siorac-en-Périgord) és un municipi francès situat al departament de la Dordonya i a la regió de la Nova Aquitània.

## Demografia
| 1962                                       | 1968 | 1975 | 1982 | 1990 | 1999 | 2007 |
| ------------------------------------------ | ---- | ---- | ---- | ---- | ---- | ---- |
| 807                                        | 784  | 793  | 863  | 904  | 890  | 994  |
| Des de 1962: població sense dobles comptes |      |      |      |      |      |      |

## Administració
| Període | Identitat         | Partit |
| ------- | ----------------- | ------ |
| 1995-   | Jean-Pierre Riehl | PS     |